# Футбол на летних Олимпийских играх 1900
Соревнования по футболу на летних Олимпийских играх 1900 прошли впервые и были проведены 20 и 23 сентября. Участвовали три команды из трёх стран, которые соревновались за единственный комплект медалей.

## Медали

### Общий зачёт

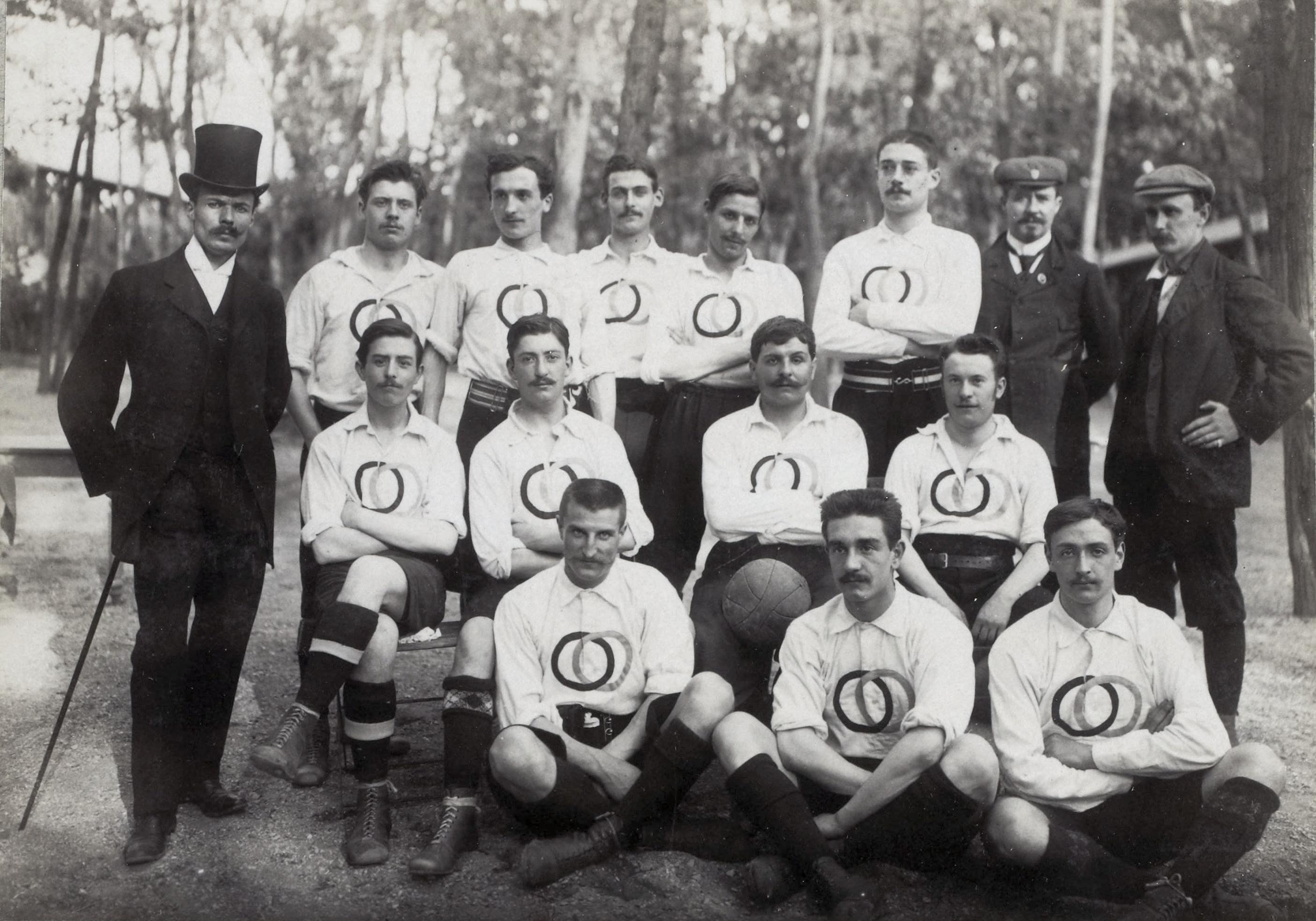
Футболисты сборной Франции — серебряные призёры Олимпийских игр 1900

(Жирным выделено самое большое количество медалей в своей категории; принимающая страна также выделена)
| Общее количество медалей |                |        |         |        |       |
| Место                    | Страна         | Золото | Серебро | Бронза | Всего |
| 1                        | Великобритания | 1      | 0       | 0      | 1     |
| 2                        | Франция        | 0      | 1       | 0      | 1     |
| 3                        | Бельгия        | 0      | 0       | 1      | 1     |

### Медалисты
| Дисциплина | Золото | Серебро | Бронза |
| Мужчины    | Великобритания Клод Бекенхем · Том Барридж · Уильям Гослинг · Джон Джонс · Джеймс Зилли · Уильям Куош · Дж. Николас · Фредерик Спэкмен · Артур Тёрнер · Генри Норт Хеслем · Альфред Чалк | Франция Пьер Альман · Луи Бак · Альфред Блок · Виржиль Гайяр · Жорж Гарнье · Рене Гранжан · Р. Дюпар · Фернан Канель · Марсель Ламбер · Морис Макен · Гастон Пельтье · Эжен Фрайс · Люсьен Юто | Бельгия Альбер Дельбек · Рауль Келеком · Марсель Лебутт · Люсьен Лондо · Эрнест де Мелен · Эдмон Нефс · Георгес Пельгримс · Альфонс Ренье · Эмиль Спанног · Эрик Торнтон · Хендрик ван Хёккелюм |

## Соревнование

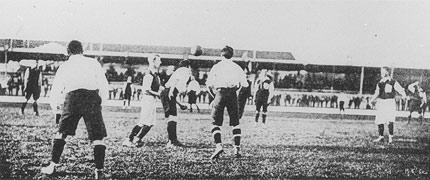
Франция против Великобритании

| Место | Команда        | И | В | П | ГЗ | ГП |
| ----- | -------------- | - | - | - | -- | -- |
| 1     | Великобритания | 1 | 1 | 0 | 4  | 0  |
| 2     | Франция        | 2 | 1 | 1 | 6  | 6  |
| 3     | Бельгия        | 1 | 0 | 1 | 2  | 6  |

| 20 сентября, 1900 | \| Франция \| 0:4 (0:2) \| Великобритания \| \| \| Голы \| Дж. Николас (дважды) Джеймс Зилли А. Хеслем \| | Стадион: Велодром Винсен Зрителей: 500 Судья: Моньяр |
| Франция           | 0:4 (0:2)                                                                                                 | Великобритания                                       |
|                   | Голы | Дж. Николас (дважды) Джеймс Зилли А. Хеслем          |

| 23 сентября, 1900                                                     | \| Франция \| 6:2 (1:2) \| Бельгия \| \| неизвестно Марсель Ламбер Гастон Пельтье (дважды) неизвестно (дважды) \| Голы \| Эмиль Спанног Хендрик ван Хёккелюм \| | Стадион: Велодром Винсен Зрителей: 1500 Судья: Джек Вуд |
| Франция                                                               | 6:2 (1:2) | Бельгия                                                 |
| неизвестно Марсель Ламбер Гастон Пельтье (дважды) неизвестно (дважды) | Голы | Эмиль Спанног Хендрик ван Хёккелюм                      |